# 後藤寺線
後藤寺線（ごとうじせん）は、福岡県飯塚市の新飯塚駅から福岡県田川市の田川後藤寺駅に至る九州旅客鉄道（JR九州）の鉄道路線（地方交通線）である。

## 路線データ
- 管轄（事業種別）：九州旅客鉄道（第一種鉄道事業者）
- 区間（営業キロ）：新飯塚駅 - 田川後藤寺駅 13.3 km [1]
- 軌間：1067 mm
- 道床：全線バラスト軌道
- 駅数：6（起終点駅含む）
  - 後藤寺線所属駅に限定した場合、起終点駅（新飯塚駅は筑豊本線、田川後藤寺駅は日田彦山線の所属[5]）が除外され、4駅となる。
- 複線区間：なし（全線単線）
- 電化区間：なし（全線非電化）
- 最高速度：85 km/h[3]
- 閉塞方式：特殊自動閉塞式（軌道回路検知式）
- 運転指令所：博多総合指令センター[6]

全線が本社鉄道事業本部直轄となっている。
全線が旅客営業規則の定める大都市近郊区間の「福岡近郊区間」に含まれる。後藤寺線ではIC乗車カード「SUGOCA」の利用はできないが、福岡・佐賀・大分・熊本エリアのSUGOCA利用可能駅相互間を利用する際に、SUGOCAで入出場し、後藤寺線を途中経路として利用することは可能である（線内の駅では下車できない）。
リアルタイム列車位置情報システム「どれどれ」の配信対応路線であり、スマートフォンアプリ「JR九州アプリ」内から参照可能。後藤寺線では、新飯塚駅・下鴨生駅・田川後藤寺駅の各構内および新飯塚駅 - 下鴨生駅間・下鴨生駅 - 田川後藤寺駅間に在線する列車の種別・行先・遅延情報を提供する。
駅ナンバリングが制定されており、後藤寺線の路線記号はJJ、ラインカラーは紫となっている。

### 利用状況

#### 平均通過人員
各年度の平均通過人員（人/日）および旅客運輸収入は以下のとおりである。
| 年度                   | 平均通過人員（人/日） | 旅客運輸収入 （百万円/年） | 出典         |
| 年度                   | 新飯塚 - 田川後藤寺   | 旅客運輸収入 （百万円/年） | 出典         |
| ---------------------- | --------------------- | -------------------------- | ------------ |
| 1987年度（昭和62年度） | 1,728                 |                            | [ 9 ]        |
| 2016年度（平成28年度） | 1,328                 | 70                         | [ 9 ] [ 10 ] |
| 2017年度（平成29年度） | 1,309                 | 70                         | [ 11 ]       |
| 2018年度（平成30年度） | 1,315                 | 67                         | [ 12 ]       |
| 2019年度（令和元年度） | 1,272                 | 66                         | [ 13 ]       |
| 2020年度（令和02年度） | 890                   | 43                         | [ 14 ]       |
| 2021年度（令和03年度） | 1,048                 | 50                         | [ 15 ]       |
| 2022年度（令和04年度） | 1,205                 | 54                         | [ 16 ]       |

#### 線区別収支
各年度の収支（営業収益、営業費、営業損益）は以下のとおりである。▲はマイナスを意味する。
| 年度                   | 収支（百万円） | 収支（百万円） | 収支（百万円） | 出典   |
| 年度                   | 営業収益       | 営業費         | 営業損益       | 出典   |
| ---------------------- | -------------- | -------------- | -------------- | ------ |
| 2018年度（平成30年度） | 76             | 255            | ▲179           | [ 17 ] |
| 2019年度（令和元年度） | 75             | 242            | ▲167           | [ 18 ] |
| 2020年度（令和02年度） | 47             | 217            | ▲170           | [ 19 ] |
| 2021年度（令和03年度） | 54             | 190            | ▲137           | [ 20 ] |
| 2022年度（令和04年度） | 58             | 252            | ▲195           | [ 21 ] |

## 運行形態
2018年3月17日改正時点では、各駅に停車する普通列車下り22本・上り23本のほか、途中無停車の快速列車が朝に田川後藤寺行きのみ運行されている。日中と夜間は1時間に1本の運行で、ラッシュ時は下鴨生駅で行き違いを行い1時間に2本が運行される。ワンマン運転を実施しており、2007年3月18日のダイヤ改正より、2両編成の列車もワンマン化された。
日田彦山線と直通する列車が、2018年ダイヤ改正以前は、午前中に下り2本・上り1本あり、うち1往復は新飯塚駅 - 添田駅間の運転、下り1本は新飯塚駅発彦山駅行きであった。同ダイヤ改正後は、いずれも新飯塚駅20時台発が添田行き、21時台発が田川伊田駅行きとなり、それ以外は全て新飯塚駅 - 田川後藤寺駅間の折り返し運転となった。なお、2025年ダイヤ改正時においては、新飯塚駅22時台発の田川伊田行きのみが日田彦山線に直通している。
新飯塚駅 - 田川後藤寺駅間の所要時間は快速が16分、普通列車は概ね20-25分。

## 使用車両
筑豊篠栗鉄道事業部直方車両センター所属のキハ40系（キハ40形・キハ47形・キハ140形・キハ147形）気動車が使用される。日田彦山線および筑豊本線（原田線）と共通運用。一部のキハ47形は2017年3月4日ダイヤ改正以降、若松線で運用していた車両を無人駅対応工事を施工した上で使用している。
2006年に大分、鹿児島（日南運用）からキハ31形気動車が転入し、同年8月1日より使用されていたが、2017年3月4日より予備車扱いとなり、2018年3月16日限りで運用を離脱し廃車となったため、2018年3月17日のダイヤ改正以降は全列車がキハ40系に統一された。

## 歴史
短い路線であるが、歴史的に3区間に分かれる。いずれもが私鉄を買収した区間で、元は石炭や石灰石を輸送するための貨物線であった。
新飯塚 - 下鴨生間は、1902年に九州鉄道が敷設した貨物側線を前身とする筑豊本線の貨物支線、田川後藤寺 - 起行（田川後藤寺 - 船尾間にあった貨物駅。1982年廃止）間は、豊州鉄道が1897年に敷設した田川線の貨物支線である。豊州鉄道は1902年に九州鉄道に合併され、その九州鉄道も1907年に鉄道国有法により買収され、官設鉄道に編入された。
残る下鴨生 - 起行間は、1922年に船尾山で産出される石灰石などを運ぶために九州産業鉄道（後の産業セメント鉄道）により開業した区間である。
新飯塚側は、1920年の旅客営業開始時に芳雄（現在の新飯塚） - 漆生間が筑豊本線から漆生線として分離、1943年に産業セメント鉄道の路線を戦時買収により編入した際、後藤寺 - 起行間の田川線貨物支線もあわせて、新飯塚 - 後藤寺間が後藤寺線となった。下鴨生 - 漆生間となった漆生線は、1966年に下山田まで延伸されるが、特定地方交通線に指定され1986年に廃止された。

### 後藤寺 - 起行間（豊州鉄道→九州鉄道→田川線）
- 1897年（明治30年）10月20日 【開業】豊州鉄道 後藤寺  - 起行 【駅新設】（貨）起行
- 1901年（明治34年）9月3日 【合併】豊州鉄道→九州鉄道
- 1907年（明治40年）7月1日 【買収】九州鉄道→官設鉄道
- 1909年（明治42年）10月12日 【国有鉄道線路名称制定】田川線（貨物支線） 後藤寺 - 起行

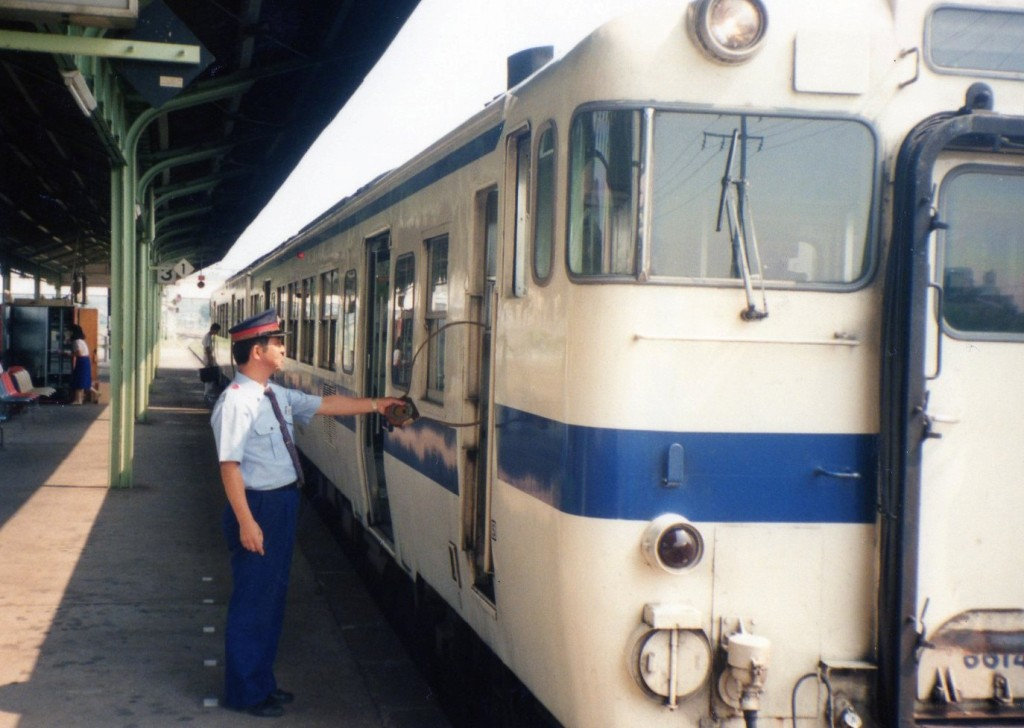
新飯塚駅での後藤寺線列車のタブレット受け渡し（1994年）

- 1943年（昭和18年）7月1日 【編入】田川線（貨物支線）→後藤寺線（一部） 起行 - 後藤寺

### 新飯塚 - 赤坂間（九州鉄道→筑豊本線→漆生線）
- 1902年（明治35年）6月15日 【開業】九州鉄道 山野分岐点 - 上三緒 - 山野 【駅新設】（貨）上三緒、（貨）山野
- 1907年（明治40年）7月1日 【買収】九州鉄道→官設鉄道
- 1908年（明治41年）3月28日 【マイル設定】山野分岐点 - 山野（正式な貨物線として開業）
- 1909年（明治42年）10月12日 【国有鉄道線路名称制定】筑豊本線（貨物支線） 山野分岐点 - 山野
- 1913年（大正2年）8月20日 【延伸開業】上三緒 - 漆生  【駅新設】（貨）鴨生、（貨）漆生
- 1916年（大正5年）2月1日 【駅新設】（貨）赤坂
- 1920年（大正9年）5月10日 【旅客営業開始】芳雄 - 上三緒 - 赤坂 - 漆生 【路線分離】筑豊本線（貨物支線）→漆生線上三緒 - 山野 【駅新設】芳雄（貨物支線の芳雄駅に山野分岐点を併合し、本線上の駅とする） 【貨物駅→一般駅】上三緒、赤坂、鴨生、漆生
- 1921年（大正10年）9月11日  【駅名改称】山野→筑前山野
- 1935年（昭和10年）2月1日 【駅名改称】芳雄→新飯塚
- 1943年（昭和18年）7月1日 【路線分離】漆生線→後藤寺線（一部） 新飯塚 - 下鴨生、上三緒 - 筑前山野

### 赤坂 - 起行間（産業セメント鉄道）
- 1922年（大正11年）2月5日 【開業】九州産業鉄道 起行 - 船尾 【駅新設】（貨）起行（国有鉄道田川線既設駅）、（貨）船尾
- 1926年（大正15年）7月15日 【延伸開業】船尾 - 赤坂、赤坂 - 赤坂炭坑（貨物支線） 【駅新設】筑前庄内、赤坂（国有鉄道漆生線既設駅）、（貨）赤坂炭坑
- 1933年（昭和8年）10月6日 【社名変更】九州産業鉄道→産業セメント鉄道
- 1943年（昭和18年）7月1日 【買収】産業セメント鉄道→国有鉄道（後藤寺線に編入）[22]

### 後藤寺線
- 1943年（昭和18年）7月1日 【路線統合】田川線（貨物支線）+産業セメント鉄道買収区間+漆生線（一部）→後藤寺線 後藤寺 - 新飯塚(13.3km)、上三緒 - 筑前山野(2.2km)、赤坂 - 赤坂炭坑(0.8km)
- 1945年（昭和20年）6月10日 【旅客営業廃止】上三緒 - 筑前山野 【貨物支線廃止】赤坂 - 赤坂炭坑（赤坂駅構内に併合） 【駅廃止】（貨）赤坂炭坑
- 1956年（昭和31年）12月20日 【駅名改称】赤坂→下鴨生
- 1964年（昭和39年）2月25日 【貨物支線廃止】上三緒 - 筑前山野 【駅廃止】（貨）筑前山野
- 1982年（昭和57年）11月15日 【駅廃止】（貨）起行[23]
- 1986年（昭和61年）4月1日 漆生線廃止
- 1987年（昭和62年）4月1日 【貨物営業廃止】全線 【承継】日本国有鉄道→九州旅客鉄道
- 1994年（平成6年）2月 タブレット閉塞式の使用を終了し、特殊自動閉塞化[24]。
- 1999年（平成11年）3月13日 全線でワンマン運転を開始[25]。
- 2013年（平成25年）1月27日 全線の運行指令業務を田川伊田指令から博多総合指令に移管[6]
- 2016年（平成28年）12月22日 スマートフォンアプリ「JR九州アプリ」内の列車位置情報システム「どれどれ」運用開始により、リアルタイム列車位置情報が配信開始[7]。
- 2018年（平成30年）9月28日 路線記号・駅番号・ラインカラー制定[8]。

## 駅一覧
- 停車駅
  - 普通…すべての駅に停車
  - 快速…▼印の駅は停車、↓印の駅は通過（矢印の方向のみ運転）
- 線路 … ◇：列車交換可、｜：列車交換不可
- 全駅福岡県内に所在。

| 駅番号 | 駅名         | 駅間 営業キロ | 累計 営業キロ | 快速 | 接続路線                                                       | 線路 | 所在地 |
| ------ | ------------ | ------------- | ------------- | ---- | -------------------------------------------------------------- | ---- | ------ |
| JJ01   | 新飯塚駅     | -             | 0.0           | ▼    | 九州旅客鉄道： 筑豊本線（福北ゆたか線：JC14）                  | ｜   | 飯塚市 |
| JJ02   | 上三緒駅     | 3.1           | 3.1           | ↓    |                                                                | ｜   | 飯塚市 |
| JJ03   | 下鴨生駅     | 1.9           | 5.0           | ↓    |                                                                | ◇    | 嘉麻市 |
| JJ04   | 筑前庄内駅   | 1.2           | 6.2           | ↓    |                                                                | ｜   | 飯塚市 |
| JJ05   | 船尾駅       | 3.7           | 9.9           | ↓    |                                                                | ｜   | 田川市 |
| JJ06   | 田川後藤寺駅 | 3.4           | 13.3          | ▼    | 九州旅客鉄道： 日田彦山線（JI14） 平成筑豊鉄道：糸田線（HC55） | ◇    | 田川市 |

### 廃止区間
（貨）は貨物駅を表す。
- 赤坂駅（現・下鴨生駅） - （貨）赤坂炭坑駅 0.8km
- 上三緒駅 - （貨）筑前山野駅 2.2km

### 廃駅
廃止区間にある駅を除く。
- （貨）起行駅 ： 1982年11月15日廃止、田川後藤寺 - 船尾間

### 過去の接続路線
- 下鴨生駅：漆生線